# Paul Dienes
Paul Dienes (în maghiară Dienes Pál, n. 24 decembrie 1892 - d. 23 martie 1952) a fost un matematician și poet maghiar.
Fiul său Zoltán Pál Dienes (în engleză Zoltan Paul Dienes) a fost de asemenea matematician.
S-a născut la Tokaj și a studiat la Budapesta și Paris.
A scris o mulțime de lucrări cu caracter pedagogic.
Una dintre cele mai valoroase lucrări ale sale este Leçons sur les singularités des fonctions analytiques, apărută în franceză la Paris.